# Грегоріо де Сеспедес
Грего́ріо де Се́спедес (ісп. Gregorio de Céspedes, 1551–1611) — іспанський католицький священник, отець-єзуїт, місіонер.

## Життєпис
Народився у Мадриді в шляхетній родині. 1569 року став членом Товариства Ісуса. 1575 року прийняв священство. З 1577 року працював у Японії. Мав зустрічі з Одою Нобунаґою та магнатами острова Кюшю. Охреситив доньку Акечі Міцухіде, Тамако (Грацію), був її духівником. Також охрестив магнатів Ґамо Уджісато, Куроду Йошітаку, Макімуру Тошісаду та інших.
У 1587 році призначений суперіором Осаки. Після указу Тойотомі Хідейоші 1587 року про вигнання місіонерів мешкав у Хірадо. Під час Корейської війни (1592—1598) став першим із місіонерів, які проповідували християнство в Кореї. Супроводжував війська японського магната-християнина Коніші Юкінаґи.
Після трагічної загибелі Грації в 1600 році провів пишний похорон. Користувався довірою її чоловіка, магната-буддиста Хосокави Тадаокі, володаря Кокури, за допомоги якого у 1601 році заснував там єзуїтський колегіум та церкву. Помер у Кокурі.